# Supercoppa portoghese 2018 (pallavolo maschile)
La Supercoppa portoghese 2018 si è svolta il 5 ottobre 2018: al torneo hanno partecipato due squadre di club portoghesi e la vittoria finale è andata per la settima volta al Benfica.

## Regolamento
Le squadre hanno disputato una gara unica.

## Squadre partecipanti
| Squadra          | Qualificazione                         | Ultima partecipazione      |
| ---------------- | -------------------------------------- | -------------------------- |
| Sporting Lisbona | Vincitrice Primeira Divisão 2017-18    | Supercoppa portoghese 1993 |
| Benfica          | Vincitrice Coppa di Portogallo 2017-18 | Supercoppa portoghese 2017 |

## Torneo
| 5 ottobre 2018 Pavilhão Municipal, Póvoa de Varzim Durata: 1h:42 - Spettatori: ? | Sporting Lisbona | 0 - 3 | Benfica | 22-25, 25-27, 34-36 |